# Maxates coelataria
Maxates coelataria är en fjärilsart som beskrevs av Walker 1861. Maxates coelataria ingår i släktet Maxates och familjen mätare. Inga underarter finns listade i Catalogue of Life.